# Tharus figlio di Attila
Tharus figlio di Attila è un film del 1962 diretto da Roberto Bianchi Montero.